# Flashpoint (série télévisée)
Pour les articles homonymes, voir Flashpoint.
Flashpoint est une série télévisée canadienne en 75 épisodes de 42 minutes, créée par Mark Ellis et Stéphanie Morgenstern et diffusée entre le 11 juillet 2008 et le 13 décembre 2012 sur CTV au Canada. Aux États-Unis a été diffusée sur CBS puis sur Ion Television.
Au Québec, la série est diffusée depuis le 9 mars 2009 sur TQS (maintenant devenu V) et en France, depuis le 6 août 2009 sur Canal+ puis sur Jimmy, depuis le 6 janvier 2012 sur France 2, dès le 20 mai 2013 sur TV Breizh, et depuis le 9 janvier 2014 sur France 4.

## Synopsis
La série montre des membres de la Strategic Response Unit, une force de police canadienne spécialisée dans des opérations telles que prises d'otages, désamorçages de bombes et démantèlements de gangs.

## Distribution
- Hugh Dillon (V. F. : Philippe Vincent) : Ed Lane
- Amy Jo Johnson (V. F. : Annabelle Roux) : Juliana « Jules » Callaghan
- Enrico Colantoni (V. F. : Guillaume Lebon) : Gregory Parker
- David Paetkau (V. F. : Pascal Nowak) : Sam Braddock
- Sergio Di Zio (V. F. : Alexandre Gillet) : Michelangelo « Spike » Scarlatti
- Ruth Marshall (V. F. : Vanina Pradier) : Docteur Amanda Luria
- Michael Cram (V. F. : Eric Aubrahn) : Kevin « Wordy » Wordsworth
- Olunike Adeliyi (V. F. : Celine Monsarrat) : Leah Kerns
- Jessica Steen (V. F. : Chantal Baroin) : Donna Sabine
- Mark Taylor (en) (V. F. : Yann Pichon) : Lewis Young
- Clé Bennett : Rafik « Raf » Rousseau
- Janaya Stephens : Sophie Lane

## Personnages

### Principaux

#### Greg Parker
Patron de l'équipe, le sergent Parker est brave, fort d'esprit et fin psychologue. Il sait comment parler aux gens à leur niveau — qu'il s'agisse d'un schizophrène sans ses médicaments, d'un membre d'un gang ou de jeunes en difficulté sur le point de faire une grosse erreur. Mais son talent de lecture étonnant n'a pas suffi à sauver sa propre famille. Dix ans auparavant, la passion inconditionnelle de Parker pour son travail avait brûlé sa relation avec sa femme, et il se tourne vers l'alcool. Quand elle l'a quittée, elle a pris son fils avec elle, et Parker a touché le fond. Il incarne dès lors l'empathie, la douceur, la perspicacité et la sobriété. Il croit en le meilleur des gens, parce qu'il est la preuve vivante que les gens peuvent changer.
Lors de la troisième saison, Parker témoigne à Ed que son fils lui manque et cela bien qu'il ait été le voir à Dallas (sans réussir à lui parler). Parker est surpris lorsque, après n'avoir eu aucun contact pendant dix ans, son fils Dean se montre à l'improviste à la base.
Après avoir été blessé par balle dans le dernier épisode de la série,il prendra sa retraite faisant d'Ed le nouveau sergent de l'équipe Une.
Il deviendra le responsable de formations de l'académie dans le but de former de nouveaux membres.

#### Ed Lane
Ed est le chef d'équipe de l'équipe une (bien que Greg soit le plus gradé). Il est avenant, sans compromis et charismatique. Il prospère sur les appels à haut risque qui sont le pain quotidien de sa carrière, et se lève pour répondre à tout défi tactique avec les instincts d'un homme né pour être un meneur d'hommes et être au cœur de l'action. Mais sous l'uniforme, il est un homme profondément réfléchi, qui porte le fardeau de toutes les décisions qu'il a prises, dans un monde où les destinées humaines peuvent basculer en une fraction de seconde.
Dans la saison 3, les liens du mariage d'Ed avec Sophie sont mis à l'épreuve lorsqu'ils apprennent qu'ils attendent un autre enfant… et elle indique clairement qu'elle n'acceptera plus un mari dont la famille vient toujours en deuxième position après le travail. Ed est également aux prises avec son frère Roy, un flic troublé qui a eu la malchance de vivre dans l'ombre d'Ed toute sa vie. Il va aller dans des situations extrêmes et dangereuses pour gagner le respect de son frère et venger son collègue, mort lors d'une opération conjointe avec la SRU.
Il deviendra le nouveau sergent de l'équipe Une à la suite du départ de Greg Parker en raison de sa blessure par balle.

#### Julianna «Jules» Callaghan
Jules est une femme exceptionnelle, ex-GRC. Elle est naturelle, vient d'une petite ville, elle dit les choses comme elles sont et s'attend à la vérité en retour. Ce sont ces qualités — en plus de ses dons naturels (intuition humaine et l'empathie) — qui font aussi d'elle une des meilleures cartes de Parker comme profileuse et de négociatrice. Elle va avoir une liaison avec Sam mais elle y mettra fin car cela met en péril l'équipe. Ce qui ne signifie pas pour autant qu'elle n'a plus de sentiments pour lui.
Dans la troisième saison, Jules va retrouver un de ses proches amis au lycée et cherche pour qui de lui et Sam elle éprouve le plus de sentiments, et fini avec Sam; leur relation sera validée par la hiérarchie en fin de saison 4.
Elle tombe enceinte de Sam dans la dernière saison et mettra au monde une fille appelée Sadie.

#### Sam Braddock
Sam a quitté le service militaire à l'étranger avec la FOI 2 (Joint Task Force 2, les forces spéciales canadiennes pour la lutte contre le terrorisme) pour rejoindre la SRU après avoir tué son meilleur ami totalement par erreur car on lui avait dit de tirer sur les ennemis. Il apprendra par la suite qu'il ne s'agissait pas d'ennemis mais de leur allié. C'est ce qui le pousse à partir et à rejoindre la SRU. Il a fait un long chemin depuis son arrivée dans l'équipe — sa confiance arrogante et son sens du droit ont mûri, et Sam se révèle lui-même un membre discipliné et un élément crucial pour l'équipe.
Tout aussi sûr, comme toujours, Sam se bat dur pour avoir davantage confiance en lui et fait son retour dans la négociation, qui a été secoué la saison précédente. Sam endure les défis les plus difficiles et vient avec brio résoudre les situations les plus complexes. Il garde une distance vigilante avec Jules qui se retrouve avec Steve. Ils se remettent cependant ensemble au début de la quatrième saison. On va aussi, au début de cette saison, rencontrer sa sœur Natalie, qui va vivre chez lui quelque temps, perturbant ainsi sa relation avec Jules. Ce qui ne va pas les empêcher de se fréquenter par la suite.
Il aura une fille appelée Sadie avec Jules.
Il deviendra le nouveau chef de l'équipe Trois à la suite de la mort de Donna Sabine, leur ancienne chef.

#### Kevin «Wordy» Wordsworth
Expert en arts martiaux avec une âme étonnamment douce, Wordy est un gars sur qui les membres de l'équipe peuvent compter. Wordy aime être flic, il aime les enfants, les animaux et les femmes en péril. Profondément sensible et fort comme un bœuf, il a une vision romantique de l'héroïsme — tout cela étant lié à la volonté de garder le monde sûr pour ses trois filles.
De nombreux incidents touchent Wordy lors de la saison 3 — tant de familles luttent pour rester ensemble, ils sont obligés de faire des sacrifices pour les gens qu'ils aiment. Mais cette résonance puissante pour Wordy va au-delà de son empathie naturelle pour un lien familial fort. Nous allons apprendre qu'il a un secret qui pourrait avoir des effets profonds à la fois sur son équipe et aussi sur sa famille. En effet, il est atteint de la maladie de Parkinson : il était jusque-là sous médicaments, mais à la suite de Dr Toth, il est très perturbé. Il annonce publiquement sa maladie à la fin de l'épisode 5 de la quatrième saison et quitte l'équipe pour l'anti-gang.

#### Michelangelo «Spike» Scarlatti
Spike Scarlatti est le centre névralgique de l'équipe — le spécialiste informatique, le démineur, le gars qui tient tout le monde connecté. Il est un optimiste et sympathique italien. Spike est beaucoup en « contact avec son enfant intérieur » et est fasciné par la science. Il a aussi une grande capacité d'écoute, facile à vivre et intuitif, le pacificateur de l'équipe qui déteste voir des gens se battre mais qui n'hésite pas à faire usage de son arme ou de ses poings dès lors qu'il s'agit de son équipe.
Dans la saison 3, Spike doit sauver son propre mentor, un flic dur mais adorable qui était comme un père pour lui — un homme qui lui a donné tout le soutien inconditionnel dans la carrière de son choix que son vrai père ne serait pas. Mais Spike ne savait rien sur la relation entre son mentor et un gang notoire. Spike est contraint d'affronter les tragédies qu'il a vécues, y compris la perte de son meilleur ami et coéquipier Lou, et se retrouve avec un choix douloureux à faire s'il veut rester dans l'équipe numéro 1. En effet son père est mourant et il refuse de lui parler tant que Spike n'a pas abandonné la SRU. Dans l'épisode 7 de la saison 4, il est à l'hôpital dans un état critique mais semble avoir fait la paix avec son fils.
On se doute aussi qu'il va avoir une relation avec la sœur de Sam, Natalie.

#### Lewis «Lew» Young
Lewis est le spécialiste en gadgets électroniques, point commun qu'il partage avec Spike et point de départ d'une grande amitié. Il est aussi d'un grand secours à l'équipe lorsqu'il faut intervenir dans des guerres de gangs et qu'ils doivent aller sur des scènes de crime. Lew doit sa connaissance des gangs à avoir vécu et grandi dans cette atmosphère de danger permanent, ce qui lui confère une grande résistance à la peur et aux coups durs. Il aurait trouvé sa voix en se confiant à un prêtre.
Lew décède dans l’épisode 10 de la saison 2. Alors qu'il tentait de désamorcer une bombe, il a marché sur une mine posée comme piège par le poseur de bombes. Sa mort causa un chagrin énorme à Spike qui avait tout tenté pour le sauver bien qu'il le savait condamné.

### Secondaires

#### Donna Sabine
L'agent de police Donna Sabine est rentrée au SRU à la suite de l’hospitalisation de Jules (à cause d'un tir de sniper). Cette ancienne policière aux stups a passé deux de ses quatre ans dans cette brigade en infiltration parmi les dealers, les toxicomanes... Elle en est sortie pour pouvoir changer d'air et pour ne pas devenir comme eux. Dès le début les gars de l'équipe l’intègrent très bien mais le partenaire de Jules, Sam, et Greg ont un peu plus de mal, bien qu'elle fournisse un très bon travail.
L'agent Donna Sabine s'est très vite intégrée au groupe grâce à sa rigueur et à son professionnalisme. Mais lors de sa première mission elle est amenée à tuer une autre policière qui menaçait le criminel qu'elle devait convoyer depuis l’aéroport jusqu’à la prison. Cet événement l'a profondément marqué et cela a faussé son jugement dans une autre mission où elle aurait dû abattre un homme ayant enlevé un bébé et menaçait de se suicider avec lui. Elle avait invoqué le fait qu'elle risquait de blesser le bébé alors qu'elle avait "la solution".
Lors du retour de Jules, Donna sera affectée à l'unité trois. Dans le dernier épisode de la saison 3 (épisode 13 : Lignes de faille), c'est elle qui, lors des évaluations de l'équipe Une, se chargera de l'évaluation physique.
Elle mourra tué dans une explosion dans le dernier épisode en 2 parties.

#### Leah Kerns
Leah Kerns arrive au SRU à la suite de la mort de Lew. Spike et les autres membres de l’équipe ont du mal à accepter sa présence car le "traumatisme Lew" est encore très présent. Cette ancienne pompier a tenté de s’intégrer dans l'équipe en leur proposant de parler avec elle de ce qui s'était passé, mais aucun membre de l'équipe ne l'a souhaité. Lors de ses premières  missions, elle va multiplier les gaffes en contredisant un ordre direct de Ed et en tutoyant le sergent Parker. Malgré cela son envie de bien faire et son courage font d'elle une excellent agente.
Elle reviendra dans l'équipe Une dans la dernière saison.

## Autour de la série
La répartition des épisodes est différente suivant les pays. Lors de la 1re diffusion, au Canada sur CTV et aux États-Unis sur CBS, les épisodes 10 à 13 constituent le début de la seconde saison. En dehors de l’Amérique du Nord, ainsi que sur les éditions DVD, ils sont considérés comme faisant partie de la saison 1 (la répartition devient de ce fait 13+18).
La série s'est d'abord appelé Critical Incident, ce que l'on peut traduire par incident critique. La signification de Flashpoint est très voisine : elle correspond à un lieu, un événement ou un moment susceptible de faire éclater  de la colère ou de la violence (il s'agit en fait du sens figuré, le premier sens de flashpoint étant point d'ignition).

## DVD/Blu-ray
La saison 1 de Flashpoint est distribuée à partir du 25 août 2010 en coffret de 3 DVD par Koba Films. Au programme, les 13 premiers épisodes de la série et 3 bonus : présentation de la série, making of, Au cœur d'une unité d'élite.
La saison 2 est sortie le 10 novembre 2010  ce coffret ne contient que les 9 premiers épisodes de la saison 2 et des bonus.
La saison 3 est sortie le 19 janvier 2011  ce coffret contient 9 épisodes et quelques bonus, selon certains guides d'épisodes ces épisodes correspondent à la partie 2 de la saison 2.